# Уранчимегійн Менх-Ердене
Уранчимегійн Менх-Ердене  (монг. Уранчимэгийн Мөнх-Эрдэнэ, 22 березня 1982) — монгольський боксер, призер чемпіонатів світу, Азійських та Олімпійських ігор, чемпіон Азії (2011) .

## Спортивна кар'єра
У 2004 Менх-Ердене вперше взяв участь в  Олімпійських змаганнях. Він переміг в першому бою, але в наступному зазнав поразки від Пек Джон Соп з Південної Кореї.
В 2006 на Азійських іграх він програв лише в фіналі, завоювавши срібну нагороду.
На Олімпійських іграх 2008 Менх-Ердене провів три боя, поступившись в чвертьфіналі французу Алексісу Вастін.
На чемпіонаті світу 2009 монгольський боксер завоював бронзову нагороду, здолавши в чвертьфіналі українця Олександра Ключко — 14-12 і поступившись в півфіналі майбутньому чемпіону Роніелю Іглесіас з Куби — 4-6.
У 2011 Менх-Ердене став чемпіоном Азії, але на чемпіонаті світу у чвертьфіналі програв італійцю Вінченцо Манджакапре.
На Олімпійських іграх 2012 Менх-Ердене послідовно переміг Зденека Гладек з Чехії, Річарно Колін з Маврикію, Тома Сталкера з Великої Британії, але в півфіналі програв українцю Денису Берінчику — 21-29, отримавши бронзову нагороду.
В 2013 Менх-Ердене знов здобув бронзову медаль на чемпіонаті світу з боксу. В півфіналі він програв кубинцю Яснієру Толедо — 0-3.

#### Виступи на Олімпіадах
| Олімпіада   | Вагова категорія | Місце |
| ----------- | ---------------- | ----- |
| Афіни 2004  | до 60 кг         | 9     |
| Пекін 2008  | до 64 кг         | 5     |
| Лондон 2012 | до 64 кг         | 3     |